# Pascal Bartoszak
Pascal Bartoszak (* 13. August 1992 in Dorsten) ist ein deutscher Jazzmusiker (Alt- und Sopransaxophon, Querflöte, Klarinette, auch Piano; Komposition).

## Leben und Wirken
Bartoszak wuchs in Dorsten mit Musik auf; seine Mutter spielte vor allem Akkordeon und Klavier und trat auch bei Konzerten auf. Zehnjährig wechselte er von der Blockflöte zur Klarinette, die er im symphonischen Blasorchester erlernte. Als Zwölfjähriger entdeckte er seine Leidenschaft für das Altsaxophon und dadurch den Jazz; er erhielt Unterricht in der Musikschule Marl und bei Matthias Nadolny. Nach dem Vorstudium 2010/11 an der Folkwang Universität der Künste bei Hugo Read und dem Abitur am Gymnasium Petrinum studierte er von 2011 bis 2015 an der Hochschule für Musik und Tanz Köln Jazz-Saxophon. Dann vertiefte er dort mit einem Master-Studium in Jazz-Komposition. Zwischen 2008 und 2013 gehörte er dem Jugendjazzorchester NRW als Lead-Altist an; mit dieser Formation, die 2013 den WDR Jazzpreis erhielt, entstanden die Alben In Allen Farben und Way Up. Von 2012 bis 2014 war er Mitglied im Bundesjazzorchester, dokumentiert auf dem Album Bujazzo 25.
Mit Jakob Lüffe (Piano), Caris Hermes (Bass) und Niklas Walter (Drums) gründete er sein Pascal Bartoszak Quartet, mit dem er die Alben Back to Trad (2015) und Common Ground (2019) veröffentlichte. Er spielte weiterhin in der WDR Big Band Köln (Antonio Sánchez Channels of Energy), der Kölner Bigband Convention, der Next Level Jazz All Star Big Band, dem Cologne Contemporary Jazz Orchestra (Expat Echos), dem Sunday Night Orchestra, dem Grand Central Jazzorchestra oder der Bigband der Rheinischen Philharmonie Koblenz.
Bartoszak schreibt Kompositionen und Arrangements für Bigband, Saxophonquintett und Combos.

## Preise und Auszeichnungen
Bartoszak erhielt 2007 und 2009 einen 1. Preis im Landeswettbewerb Jugend jazzt. 2012 errang er mit der Band Senary System den 2. Preis beim Sparda Jazz Award. 
2015 wurde das Pascal Bartoszak Quartett mit dem zweiten Preis beim Sparda Jazz Award ausgezeichnet; es war auch Finalist beim Jungen Deutschen Jazzpreis Osnabrück und 2016 beim Biberacher Jazzpreis.